# Parkes, New South Wales
Parkes är en ort i Australien. Den ligger i kommunen Parkes och delstaten New South Wales, i den sydöstra delen av landet, omkring 290 kilometer väster om delstatshuvudstaden Sydney.
Runt Parkes är det mycket glesbefolkat, med 2 invånare per kvadratkilometer.. Det finns inga andra samhällen i närheten. 
Trakten runt Parkes består till största delen av jordbruksmark. Genomsnittlig årsnederbörd är 709 millimeter. Den regnigaste månaden är februari, med i genomsnitt 137 mm nederbörd, och den torraste är november, med 20 mm nederbörd.